# Terje Rypdal
Pour les articles homonymes, voir Rypdal.
Terje Rypdal est un guitariste norvégien de jazz et un compositeur, né le 23 août 1947 à Oslo, Norvège.

## Biographie
Dès son plus jeune âge, il étudie le piano, la trompette et la guitare. Influencé au départ par le rock, il se tourne rapidement vers le jazz. Son premier album en leader est Bleak House, avec le saxophoniste norvégien Jan Garbarek en 1968. Il rencontre le succès avec le quartet qu'il forme avec Garbarek, Jon Christensen et Arild Andersen. Ils enregistrent un album, Afric Pepperbird en 1970.
Multi-instrumentiste, il devient par la suite un fidèle du label munichois ECM.
Rypdal étudie la composition au conservatoire d'Oslo (1970–72) avec Finn Mortensen et l'improvisation avec George Russell. Ses premiers goûts esthétiques le portent vers Mahler, Ligeti et Penderecki. Sa première œuvre,  « Eternal Circulation » (1971) est interprétée avec le Quatuor Jan Gabarek et l'Orchestre philharmonique d'Oslo. Outre six symphonies, deux opéras, il a reçu un prix par la société des compositeurs norvégiens, pour son concerto pour violon, « Undisonus ».

## Œuvres
- Eternal Circulation (1971)
- Undisonus, concerto pour violon, op. 23
- Ineo, pour chœur et orchestre de chambre, op. 29
- Sonate pour violon et claviers, op. 73 (1998)
- Nimbus pour violon, orgue et percussion (2000)

## Discographie Sélective
- Afric Pepperbird (1970) (avec Jan Garbarek) ECM 1007
- What Comes After (en) (1974) ECM 1031
- Whenever I Seem To Be Far Away (en) ECM 1045
- Odyssey (en) (1975) ECM 1067/68
- After the Rain (en) (1976) ECM 1083
- Waves (en) (1978) ECM 1110
- Descendre (en) (1979) ECM 1144
- To Be Continued (en) (1981) ECM 1192
- Eos (en) (1984) ECM 1263
- Blue (en) (1987) ECM 1346
- Undisonus / Ineo (en) (1990) ECM 1389
- The Sea (en) (1995) ECM 1545
- Nordic Quartet (en) (1995) (avec John Surman) ECM 1553
- If Mountains Could Sing (en) (1995) ECM 1554
- Skywards (en) (1997) ECM 1608
- The Sea II (en) (1998) ECM 1633
- Lux Aeterna (en) (2003) ECM 1818
- Vossabrygg (en) (2006) ECM 1984
- Crime scene (en) (2009) ECM 2041

### Compositeur
- Sonate op. 73, Nimbus op. 76 - Birgitte Stærnes, violon ; Ive Kleive, orgue et claviers ; Bjørn Rabben, percussion (MTG CD 70085)